# Elecciones municipales de Cajamarca de 2002
Las elecciones municipales de Cajamarca de 2002 se llevaron a cabo el 17 de noviembre de 2002 para elegir al alcalde y al Concejo Provincial de Cajamarca para el periodo 2003-2006. La elección se celebró simultáneamente con elecciones regionales y municipales (provinciales y distritales) en todo el Perú.

## Sistema electoral
La Municipalidad Provincial de Cajamarca es el órgano administrativo y de gobierno de la provincia de Cajamarca. Está compuesta por el alcalde y el Concejo Provincial.
La votación del alcalde y el concejo se realiza en base al sufragio universal, que comprende a todos los ciudadanos nacionales mayores de dieciocho años, empadronados y residentes en la provincia de Cajamarca y en pleno goce de sus derechos políticos, así como a los ciudadanos no nacionales residentes y empadronados en la provincia de Cajamarca.
El Concejo Provincial de Cajamarca está compuesto por 11 regidores elegidos por sufragio directo para un período de cuatro (4) años, en forma conjunta con la elección del alcalde (quien lo preside). La votación es por lista cerrada y bloqueada. Se asigna a la lista ganadora los escaños según el método d'Hondt o la mitad más uno, lo que más le favorezca.

## Composición del Concejo Provincial de Cajamarca
La siguiente tabla muestra la composición del Concejo Provincial de Cajamarca antes de las elecciones.
| Partidos | Partidos                                                      | Regidores |
| -------- | ------------------------------------------------------------- | --------- |
|          | Lista Independiente Frente Independiente Regional Juntos Perú | 7         |
|          | Movimiento Independiente Vamos Vecino                         | 3         |
|          | Lista Independiente Alternativa Cajamarca                     | 1         |

## Partidos y candidatos
A continuación se muestra una lista de los principales partidos y alianzas electorales que participaron en las elecciones:
| Candidatura | Candidatura | Partidos y alianzas | Candidatos | Candidatos                | Ideología                                                          | Resultado previo | Resultado previo | Ref. |
| Candidatura | Candidatura | Partidos y alianzas | Candidatos | Candidatos                | Ideología                                                          | Votos (%)        | Reg.             | Ref. |
| ----------- | ----------- | --- | ---------- | ------------------------- | ------------------------------------------------------------------ | ---------------- | ---------------- | ---- |
|             | VV          | Lista - Vamos Vecino (VV) – Movimiento Independiente Vamos Vecino (VV) – Con Fuerza Perú (CFP)                                              |            | César Zamora Vento        | Fujimorismo Populismo de derecha                                   | 31.44%           | 3                |      |
|             | UPP         | Lista - Agrupación Independiente Unión por el Perú - Frente Amplio (UPP)                                                                    |            | Wilfredo Saavedra Marreos | Socioliberalismo Progresismo Socialdemocracia                      | 6.62%            | 0                |      |
|             | APRA        | Lista - Partido Aprista Peruano (APRA) |            | Edgar Horna Pereira       | Aprismo                                                            | 6.08%            | 0                |      |
|             | SP          | Lista - Somos Perú (SP) |            | Javier Bobadilla Leiva    | Democracia cristiana Conservadurismo social                        | 3.41%            | 0                |      |
|             | AP          | Lista - Acción Popular (AP) |            | Marco La Torre Sánchez    | Humanismo Nacionalismo cívico Reformismo                           | 1.90%            | 0                |      |
|             | PP          | Lista - Perú Posible (PP) |            | Wilfredo Poma Rojas       | Socioliberalismo Democracia liberal Tercera vía                    | Nuevo            | Nuevo            |      |
|             | UN          | Lista - Unidad Nacional (UN) – Partido Popular Cristiano (PPC) – Solidaridad Nacional (SN) – Renovación Nacional (RN) – Cambio Radical (CR) |            | José Rodríguez Bernal     | Democracia cristiana Conservadurismo Neoliberalismo                | Nuevo            | Nuevo            |      |
|             | MNI         | Lista - Movimiento Nueva Izquierda (MNI) |            | César Aliaga Díaz         | Marxismo-leninismo Mariateguismo Socialismo democrático            | Nuevo            | Nuevo            |      |
|             | FD          | Lista - Fuerza Democrática (FD) |            | David Saldaña Sangay      | Reformismo                                                         | Nuevo            | Nuevo            |      |
|             | P           | Lista - Primero Perú (P) |            | Manuel Vásquez Salazar    |                                                                    | Nuevo            | Nuevo            |      |
|             | RD          | Lista - Reconstrucción Democrática (RD) |            | Alejandro Agüero Torres   | Humanismo                                                          | Nuevo            | Nuevo            |      |
|             | APP         | Lista - Alianza para el Progreso (APP) |            | Walter Villanueva Mercado | Liberalismo económico Conservadurismo liberal Populismo de derecha | Nuevo            | Nuevo            |      |
|             | IND         | Lista - Lista Independiente N° 1 Unidad Regional Independiente                                                                              |            | Segundo Castañeda Díaz    | Localismo cajamarquino                                             | Nuevo            | Nuevo            |      |
|             | IND         | Lista - Lista Independiente N° 3 Movimiento Independiente Departamental Adelante Cajamarca                                                  |            | Rubén Vílchez Cerna       | Localismo cajamarquino                                             | Nuevo            | Nuevo            |      |
|             | IND         | Lista - Lista Independiente N° 5 Frente Independiente Renovador                                                                             |            | Evelio Gaitán Pajares     | Localismo cajamarquino                                             | Nuevo            | Nuevo            |      |
|             | IND         | Lista - Lista Independiente N° 7 Unión Popular Cajamarquina                                                                                 |            | Telmo Ramón Alcalde       | Localismo cajamarquino                                             | Nuevo            | Nuevo            |      |

## Resultados

### Sumario general
| |                                                                                    |              |              |              |           |           |  |  |
| Partidos y coaliciones | Partidos y coaliciones                                                             | Voto popular | Voto popular | Voto popular | Regidores | Regidores |  |  |
| Partidos y coaliciones | Partidos y coaliciones                                                             | Votos        | %            | ±pp          | Total     | +/−       |  |  |
| | Partido Aprista Peruano (APRA)                                                     | 22,620       | 23.07        | +16.99       | 7         | +7        |  |  |
| | Acción Popular (AP)                                                                | 15,075       | 15.38        | +13.48       | 2         | +2        |  |  |
| | Unidad Nacional (UN)                                                               | 11,545       | 11.78        | Nuevo        | 1         | +1        |  |  |
| | Perú Posible (PP)                                                                  | 10,762       | 10.98        | Nuevo        | 1         | +1        |  |  |
| | Primero Perú (P)                                                                   | 7,102        | 7.24         | Nuevo        | 0         | ±0        |  |  |
| | Lista Independiente N° 5 Frente Independiente Renovador                            | 7,071        | 7.21         | n/a          | 0         | ±0        |  |  |
| | Somos Perú (SP)                                                                    | 5,652        | 5.76         | +2.35        | 0         | ±0        |  |  |
| | Reconstrucción Democrática (RD)                                                    | 5,267        | 5.37         | Nuevo        | 0         | ±0        |  |  |
| | Lista Independiente N° 1 Unidad Regional Independiente                             | 4,223        | 4.31         | n/a          | 0         | ±0        |  |  |
| | Fuerza Democrática (FD)                                                            | 1,940        | 1.98         | Nuevo        | 0         | ±0        |  |  |
| | Alianza para el Progreso (APP)                                                     | 1,792        | 1.83         | Nuevo        | 0         | ±0        |  |  |
| | Lista Independiente N° 7 Unión Popular Cajamarquina                                | 1,361        | 1.39         | n/a          | 0         | ±0        |  |  |
| | Lista Independiente N° 3 Movimiento Independiente Departamental Adelante Cajamarca | 1,106        | 1.13         | n/a          | 0         | ±0        |  |  |
| | Movimiento Nueva Izquierda (MNI)                                                   | 1,062        | 1.08         | Nuevo        | 0         | ±0        |  |  |
| | Vamos Vecino (VV)1                                                                 | 735          | 0.75         | –30.69       | 0         | –3        |  |  |
| | Agrupación Independiente Unión por el Perú - Frente Amplio (UPP)2                  | 729          | 0.74         | –5.88        | 0         | ±0        |  |  |
| |                                                                                    |              |              |              |           |           |  |  |
| Total | Total                                                                              | 98,042       |              |              | 11        | ±0        |  |  |
| |                                                                                    |              |              |              |           |           |  |  |
| Votos válidos | Votos válidos                                                                      | 98,042       | 72.94        | –14.45       |           |           |  |  |
| Votos en blanco | Votos en blanco                                                                    | 10,545       | 7.84         | +3.29        |           |           |  |  |
| Votos nulos | Votos nulos                                                                        | 25,833       | 19.22        | +11.15       |           |           |  |  |
| Votos emitidos | Votos emitidos                                                                     | 134,420      | 87.97        | +5.95        |           |           |  |  |
| Abstenciones | Abstenciones                                                                       | 18,385       | 12.03        | –5.95        |           |           |  |  |
| Votantes registrados | Votantes registrados                                                               | 152,805      |              |              |           |           |  |  |
| |                                                                                    |              |              |              |           |           |  |  |
| Fuente: |                                                                                    |              |              |              |           |           |  |  |
| Notas al pie: 1 Comparado con los resultados del Movimiento Independiente Vamos Vecino (VV) en las elecciones de 1998. 2 Comparado con los resultados de Unión por el Perú (UPP) en las elecciones de 1998. |                                                                                    |              |              |              |           |           |  |  |
| Notas al pie: |                                                                                    |              |              |              |           |           |  |  |
| 1 Comparado con los resultados del Movimiento Independiente Vamos Vecino (VV) en las elecciones de 1998. 2 Comparado con los resultados de Unión por el Perú (UPP) en las elecciones de 1998.               |                                                                                    |              |              |              |           |           |  |  |

## Elecciones municipales distritales

### Resultados por distrito
La siguiente tabla enumera el control de los distritos de la provincia de Cajamarca. El cambio de mando de una organización política se resalta del color de ese partido.
| Distrito           | Alcalde(sa) titular     | Partido político | Partido político              | Alcalde(sa) electo(a)                          | Partido político                               | Partido político                               |
| ------------------ | ----------------------- | ---------------- | ----------------------------- | ---------------------------------------------- | ---------------------------------------------- | ---------------------------------------------- |
| Asunción           | Cecilio Pizan Estrada   |                  | Unión por el Perú             | Juan Torrel Rabanal                            |                                                | Partido Aprista Peruano                        |
| Chetilla           | Antonio Soto Fructuoso  |                  | Vamos Vecino                  | Antonio Soto Fructuoso                         |                                                | Perú Posible                                   |
| Cospán             | Próspero Gutiérrez Ruiz |                  | Vamos Vecino                  | Luciano Méndez Alcántara                       |                                                | Frente Independiente Renovador                 |
| Encañada           | Manuel Vásquez Salazar  |                  | Vamos Vecino                  | Cristóbal Valera Sánchez                       |                                                | Venceremos                                     |
| Jesús              | Alejandro Agüero Torres |                  | Vamos Vecino                  | Benedicto Bazán Mercado                        |                                                | Partido Aprista Peruano                        |
| Llacanora          | Glicerio Gallardo Villa |                  | Frente Independiente Regional | Jorge Lozano Mejía                             |                                                | Fuerza Democrática                             |
| Los Baños del Inca | Santos Dávila Silva     |                  | Vamos Vecino                  | Elecciones municipales complementarias de 2003 | Elecciones municipales complementarias de 2003 | Elecciones municipales complementarias de 2003 |
| Magdalena          | Julia Salas Berrospi    |                  | Vamos Vecino                  | Simeón Godoy Quiroz                            |                                                | Perú Posible                                   |
| Matara             | Segundo Vásquez Mejía   |                  | Vamos Vecino                  | Ramiro Bardales Vigo                           |                                                | Acción Popular                                 |
| Namora             | Luis Incio Cabrera      |                  | Vamos Vecino                  | Elecciones municipales complementarias de 2003 | Elecciones municipales complementarias de 2003 | Elecciones municipales complementarias de 2003 |
| San Juan           | Juan Correa Sáenz       |                  | Partido Aprista Peruano       | Edinson Terán Medina                           |                                                | Unidad Nacional                                |